# Reykjafjall (kulle)
Reykjafjall är en kulle i republiken Island. Den ligger i regionen Norðurland eystra, 280 km nordost om huvudstaden Reykjavík. Toppen på Reykjafjall är 433 meter över havet, eller 74 meter över den omgivande terrängen. Bredden vid basen är 4,0 km.
Trakten runt Reykjafjall är nära nog obefolkad, med mindre än två invånare per kvadratkilometer. Närmaste större samhälle är Húsavík, omkring 19 kilometer norr om Reykjafjall. Trakten runt Reykjafjall består i huvudsak av gräsmarker.